# Nicolaas van Lotharingen
Nicolaas van Lotharingen (Bar-le-Duc, 16 oktober 1524 - onbekend, 23 januari 1577) heeft als Franse namen Nicolas de Lorraine, Nicolas de Mercoeur of voluit Nicolas de Lorraine-Mercoeur of ook Nicolas de Vaudémont, naargelang de verschillende adellijke titels die hij in zijn carrière gebruikte. Zijn carrière was kort als volgt:
- prins-bisschop van Metz 1543-1548
- prins-bisschop van Verdun 1544-1547
- co-regent van het hertogdom Lotharingen en hertogdom Bar 1545 (6 maanden), samen met de hertogin-weduwe Christina van Denemarken, die zelf regent was van 1545-1552
- graaf van Vaudémont 1548-1577
- markgraaf van Nomeny 1548-1577
- heer van Mercoeur 1563-1569 en hertog van Mercoeur 1569-1577

Het hoogtepunt van zijn macht was het regentschap van het hertogdom Lotharingen en hertogdom Bar van 1552-1559.

## Familie
Hij was de tweede zoon van hertog Anton van Opper-Lotharingen en hertogin Renate van Bourbon-Montpensier. Het hertogdom behoorde tot het Rooms-Duitse Rijk. Zijn oudere broer Frans was kroonprins van het hertogdom en Nicolaas vatte een kerkelijke carrière aan.

## Prins-bisschop
Het is niet duidelijk of prins Nicolaas effectief tot bisschop is gewijd. Als jongeman fungeerde hij alleszins als prins-bisschop onder de hoede van de machtige kardinaal Jan van Lotharingen-Guise. Deze was bisschop in meer dan 12 bisdommen en hield zich vooral op aan het koninklijk hof in Parijs. Nicolaas kreeg van hem ook de voogdij over de abdijen van Gorze en Saint-Vannes. Wanneer zijn broer Frans I stierf, na een regering van slechts één jaar, was Nicolaas' neef Karel van Lotharingen slechts een kind van 2 jaar (1545). Nicolaas werd co-regent van het hertogdom. De andere co-regent was de hertogin-weduwe Christina, die een nicht was van de Rooms-Duitse keizer Karel V. Aan het Lotharingse hof kwam het tot een clash tussen de Franse strekking en de Habsburgse strekking. Nicolaas verloor zijn regentschap binnen het jaar (1545).

## Franse politiek in Lotharingen
In 1547 gaf Nicolaas de bisdommen Metz en Verdun terug aan kardinaal Jan van Lotharingen. Hij gaf ook de abdijen terug en trad uit de clerus. Hij ging verder door het leven als graaf van Vaudémont en markgraaf van Nomeny en huwde. De Schmalkaldische Oorlog in het Rooms-Duitse Rijk brak uit in 1550, waarin ook de Franse koning zich moeide. Lotharingen werd op verschillende plaatsen verwoest door rondtrekkende legers. In 1552 bezette de Franse koning Hendrik II de Trois-Evêchés Metz, Toul en Verdun; de Franse koning was er de nieuwe vicaris of landheer, in plaats van keizer Karel V. Koning Hendrik II voerde de Lotharingse kroonprins Karel weg naar Parijs, ondanks protest van de regentes Christina. Koning Hendrik II zette vervolgens Christina eigenhandig af als regentes (in een buitenlands vorstendom, van het Rooms-Duitse Rijk) en benoemde Nicolaas als nieuwe regent. 
Nicolaas is op het hoogtepunt van zijn carrière als pro-Franse regent van het hertogdom Lotharingen en Bar (1552-1559). Hij bleef aan de macht tot de wettelijke kroonprins Karel terugkeerde uit Parijs, begeleid door de echtgenote, de Franse prinses Claudia. Nicolaas trok zich terug in zijn kastelen met zijn kunst- en wapencollectie. Hij liet zijn seigneurie van Mercoeur promoveren tot hertogdom. De hertog van Mercoeur stierf in 1577 op een niet nader bekende plaats.

## Drie huwelijken
Nicolaas huwde driemaal en werd tweemaal weduwnaar:
- in 1549 huwde hij met Margaretha van Egmont (1517-1554)
- in 1555 huwde hij met Johanna van Savoy-Nemours (1532-1568)
- in 1569 huwde hij met Catharina van Lotharingen (1550-1606).

Uit deze drie huwelijken werden vijftien kinderen geboren. Vier kinderen werden geboren op het kasteel van Nomeny in zijn markgraafschap. De bekendste is Louise van Lotharingen, de latere koningin van Frankrijk. 
- Gemeinsame Normdatei: 13824488X
- International Standard Name Identifier: 0000 0000 6001 1183
- Système universitaire de documentation: 136803970
- Virtual International Authority File: 88290834
- WorldCat: E39PBJgX9xtbq4w6jFjDkwQKBP